# Aldamira Guedes Fernandes
Aldamira Guedes Fernandes (Iguatu, 4 de junho de 1923 — Fortaleza, 16 de março de 2013) foi uma política brasileira, ex-prefeita de Quixeramobim, município do Estado do Ceará, o qual governou de 1959 a 1963. Foi a primeira mulher a assumir uma prefeitura no Brasil eleita por voto popular.

## Biografia
Nasceu em Iguatu, município localizado no Centro-Sul do Ceará, filha de Alda Teixeira e de Mário Gurgel Guedes. Seu irmão mais velho, Mário Teixeira Gurgel, tornou-se religioso da Sociedade do Divino Salvador e foi bispo da Diocese de Itabira-Fabriciano, em Minas Gerais. Pelo lado materno, era prima do advogado e compositor Humberto Teixeira. O nome Aldamira faz referência à sua mãe e à sua avó paterna, Jesumira Gurgel Guedes, filha mais nova do major José Gurgel do Amaral Filho, patriarca da família Gurgel no Ceará e no Rio Grande do Norte.
Mudou-se para Quixeramobim aos dezessete anos, depois de se casar com o médico Joaquim Fernandes, o qual também foi prefeito do dito município.
Em 1958, Aldamira se candidatou à prefeitura de Quixeramobim pelo Partido Social Democrático, em oposição a Álvaro Araújo Carneiro, candidato pela União Democrática Nacional. Aldamira venceu as eleições, realizadas em 12 de outubro, com 58% dos votos, tornando-se assim a primeira prefeita brasileira eleita por voto direto. Antes dela, no entanto, outra mulher fora eleita prefeita, Alzira Soriano, no interior do Rio Grande do Norte, em 1928. Depois, outra, Joana da Rocha Santos, em São João dos Patos, Maranhão, em 1934. Ambas, no entanto, haviam sido eleitas de forma indireta.
Aldamira exerceu seu mandato de 25 de março de 1959 a 25 de março de 1963. Depois disso, ela não mais ocupou qualquer cargo político.
Nas eleições de 2010, contando 87 anos de idade, embora desobrigada a fazê-lo por questão de idade, Aldamira fez questão de dar seu voto à primeira mulher candidata à Presidência da República.
Em janeiro de 2013, a ex-prefeita foi internada em hospital particular em Fortaleza, Ceará, após fraturar o fêmur num acidente doméstico. Ela passou por uma cirurgia e, após dois meses de internação, quando se preparava para ter alta, teve uma parada cardíaca e faleceu aos 89 anos de idade, madrugada de 16 de março. O corpo então foi levado de volta a Quixeramobim, onde foi velado no Paço Municipal. Após a missa de corpo presente realizada na Matriz, foi sepultado no Cemitério Municipal. A Prefeitura Municipal declarou luto oficial de cinco dias.